# Short Term 12
Short Term 12 è un film del 2013 diretto da Destin Daniel Cretton.

## Trama
Short Term 12 è un centro che si occupa di adolescenti in difficoltà, presieduto da due giovani supervisori, Grace e Mason. L'arrivo dell'autolesionista Jayden costringe Grace a elaborare il proprio passato e presente.

## Distribuzione
Il film è stato presentato in anteprima nel marzo 2013 al South by Southwest Film Festival di Austin, in Texas, dove ha vinto il Grand Jury e il Premio del pubblico nella categoria Film narrativo ed è stato acquistato per la distribuzione da Cinedigm. La sua prima internazionale si è tenuta al Locarno Film Festival nell'agosto 2013, dove ha ricevuto una standing ovation.
È stato distribuito nelle sale statunitensi a partire dal 23 agosto a Los Angeles e New York, espandendosi il fine settimana successivo a Phoenix, Washington, Philadelphia, Boston e Berkeley, e progressivamente espandendosi in più città fino a quando la sua uscita più ampia il 13 settembre.

## Accoglienza

### Incassi
Il film ha incassato 56.206 dollari nel suo weekend di apertura, proiettato in sole quattro sale, con una media per sala di 14.052 dollari. Complessivamente ha guadagnato un totale di 1.013.100 dollari in Nord America per un totale di 26 settimane nelle sale, con una più ampia uscita di 75 sale e 632.064 dollari al di fuori degli Stati Uniti per un totale di 1.645.164 dollari.

### Critica
Su Rotten Tomatoes iha un indice di gradimento del 98% basato su 175 recensioni, con una valutazione media di 8,40/10. Il consenso critico del sito recita: "Short Term 12 è un dramma enfatico e rivelatore che attira il pubblico nella prospettiva dei giovani trascurati". Su Metacritic ha un punteggio medio ponderato di 82 su 100, basato su 36 critici, indicando "acclamazione universale".

## Riconoscimenti
- 2013 - National Board of Review
  - Migliori dieci film indipendenti

- 2014 - Critics' Choice Awards[7]
  - Candidatura per la miglior attrice a Brie Larson
- 2014 - Independent Spirit Awards[8]
  - Miglior montaggio a Nat Sanders
  - Candidatura per la miglior attrice protagonista a Brie Larson
  - Candidatura per il miglior attore non protagonista a Lakeith Stanfield
- 2014 - Santa Barbara International Film Festival[9]
  - Virtuoso Award a Brie Larson